# Nobody's Love
«Nobody's Love» es una canción grabada por la banda estadounidense Maroon 5. Se lanzó el 24 de julio de 2020 por 222 Records e Interscope Records, como el segundo sencillo de su próximo séptimo álbum de estudio. Es el primer sencillo de la banda sin el bajista Mickey Madden.

## Antecedentes
El 20 de julio de 2020, Maroon 5 anunció que el sencillo «Nobody's Love», se lanzará a la medianoche del 24 de julio de 2020, junto con la publicación se divulgó la portada de la canción que muestra una imagen misteriosa, vívida y colorida de una mujer mirando en el océano. Esta portada también tiene tres versiones diferentes, todas hechas en Technicolor, junto con el logotipo de una cara sonriente.

## Composición
Líricamente, la canción se inspiró en los tiempos difíciles del mundo que ocurrían en el momento: la pandemia COVID-19 y las protestas de George Floyd en 2020. Adam Levine explicó la inspiración del tema «Es hora de poner fin a la guerra contra la marihuana. La aplicación agresiva de las leyes atrapa innecesariamente a cientos de miles de personas en el sistema de justicia penal y desperdicia miles de millones de dólares de los contribuyentes» ... «Además, se lleva a cabo con un sesgo racial asombroso». En sus redes sociales, comentó que el tema tiene la intención de dar amor y esperanza en estos momento difíciles.

## Video musical
El video musical se estrenó en YouTube a la medianoche a las 12 a. m. ( EST ) y fue dirigido por David Dobkin. Fue grabado en el iPhone de Apple y filmado de forma aislada en Los Ángeles, California. El video muestra a Adam Levine solo sentado en una silla de madera, en el patio exterior durante la noche. Se ve a Levine haciendo marihuana y fumando un cigarrillo a lo largo del video.

## Posicionamiento en listas
| Listas (2020)                                  | Mejor posición |
| ---------------------------------------------- | -------------- |
| Australia (ARIA)                               | 70             |
| Bélgica (Ultratop) Flanders                    | 10             |
| Bélgica (Ultratop) Wallonia                    | 6              |
| Canadá (Canadian Hot 100)                      | 45             |
| Canadá (Canadian AC)                           | 24             |
| Canadá (CHR/Top 40)                            | 18             |
| Canadá (Hot AC)                                | 10             |
| Corea del Sur (Gaon)                           | 118            |
| Croacia (HRT)                                  | 30             |
| Escocia (Official Charts Company)              | 49             |
| Eslovaquia (Rádio Top 100)                     | 14             |
| Estados Unidos (Billboard Hot 100)             | 41             |
| Estados Unidos (Adult Contemporary)            | 16             |
| Estados Unidos (Adult Top 40)                  | 11             |
| Estados Unidos (Digital Song Sales)            | 3              |
| Estados Unidos (Mainstream Top 40)             | 14             |
| Estados Unidos (Rolling Stone Top 100)         | 27             |
| Grecia (International Digital Singles)         | 89             |
| Guatemala Anglo (Monitor Latino)               | 13             |
| Irlanda (IRMA)                                 | 65             |
| Japón (Japan Hot 100)                          | 68             |
| Japón (Hot Overseas)                           | 2              |
| Lituania (AGATA)                               | 60             |
| Nueva Zelanda Hot Singles (RMNZ)               | 2              |
| Panamá (Monitor Latino)                        | 17             |
| Portugal (AFP)                                 | 119            |
| Reino Unido Singles (Official Charts Company)  | 84             |
| Reino Unido Download (Official Charts Company) | 39             |
| Singapur (RIAS)                                | 25             |

## Historial de lanzamiento
| País           | Fecha               | Formato                      | Discográfica            | Ref    |
| -------------- | ------------------- | ---------------------------- | ----------------------- | ------ |
| Varios         | 24 de julio de 2020 | Descarga digital y streaming | 222, Interscope Records | [ 38 ] |
| Estados Unidos | 27 de julio de 2020 | Radio Hot adult contemporary | 222, Interscope Records | [ 39 ] |
| Estados Unidos | 28 de julio de 2020 | Contemporary hit radio       | 222, Interscope Records | [ 40 ] |